# Kisfrankvágása
Kisfrankvágása (1892-ig Kisfrankova, szlovákul: Malá Franková, németül: Klein-Frakova) község Szlovákiában, az Eperjesi kerületben, a Késmárki járásban.

## Fekvése
Késmárktól 37 km-re észak-északnyugatra, a Szepesi Magurában, a Frank-patak völgyének felső szakaszán fekszik.

## Története
A falu 1611-ben keletkezett erdőirtással Nedec várának birtokaként. Első lakói Podhaléból települtek ide, földművesek, pásztorok, favágók voltak. 1787-ben 35 házában 272 lakos élt.
A 18. század végén Vályi András így ír róla: „Nagy és kis Frankova. Tót faluk Szepes Vármegyében, földes Ura a’ Religyiói kintstár, lakosai katolikusok, fekszenek Bélától más fél mértföldnyire. Határjai hidegek, és soványok, tsak zabot termők, piatzozások is tsekély, legelőjök jó, mind a’ kétféle fájok elég van, harmadik Osztálybéliek.”
1828-ban 44 háza és 336 lakosa volt, akik főként mezőgazdasággal foglalkoztak, később Szvit és Poprád üzemeiben dolgoztak.
Fényes Elek 1851-ben kiadott geográfiai szótárában így ír a faluról: „Frankova (Kis), tót falu, Szepes vmegyében: 336 kath. lak.”
A trianoni diktátumig Szepes vármegye Szepesófalui járásához tartozott.
1979 és 1990 között Kis- és Nagyfrankvágása egy községet alkotott Franková néven, de ezután újra visszanyerte önállóságát.

## Népessége
| Év:            | 1994. | 2004.   | 2014.   | 2024.   |
| -------------- | ----- | ------- | ------- | ------- |
| Emberek száma: | 197   | 186     | 181     | 194     |
| Eltérés:       |       | -5,58 % | -2,68 % | +7,18 % |

| Év:            | 2023. | 2024.   |
| -------------- | ----- | ------- |
| Emberek száma: | 189   | 194     |
| Eltérés:       |       | +2,64 % |

1910-ben 297, túlnyomórészt szlovák lakosa volt.
2001-ben 186 lakosából 185 szlovák volt.
2011-ben 186 lakosából 179 szlovák.

## Nevezetességei
Szent Józsefnek szentelt fakápolnája a 20. század elején épült, előtte fa harangláb áll.